# Тотолян, Артём Акопович
Артём Ако́пович Тотоля́н (25 сентября 1929, Ленинакан, Армянская ССР, СССР — 16 марта 2023, Санкт-Петербург, Россия) — советский и российский учёный-микробиолог, академик РАМН (1993), академик РАН (2013).

## Биография
Родился 25 сентября 1929 года в городе Ленинакан Армянской ССР.
Поступал на факультет журналистики МГУ, но не был принят из-за того, что отец был репрессирован. По той же причине после окончания в 1954 году лечебного факультета Ереванского государственного медицинского института не был принят в аспирантуру.
С 1954 по 1957 годы — заведующий баклабораторией санитарно-эпидемиологической станции в Армении, занимался диагностикой кишечных инфекций, дифтерии, коклюша, венерических заболеваний, бруцеллёза, бактериологическим обследованием продуктов, воды и работников объектов питания.
С 1957 по 1960 год — учёба в аспирантуре НИИ экспериментальной медицины АМН СССР (Ленинград), после чего работал там же, пройдя путь от младшего научного сотрудника отдела микробиологии до заместителя директора по научной работе (1966—1988), также был руководителем лаборатории генетики микроорганизмов (1972—1987), руководителем отдела молекулярной биологии (1987—1989), руководителем отдела молекулярной микробиологии (с 1990 года по настоящее время).
В 1961 году защитил кандидатскую («Материалы к биологической характеристике стрептококковых бактериофагов»), а в 1980 году — докторскую диссертации.
С 1984 года возглавляет Национальный центр ВОЗ по патогенным стрептококкам и стрептококковым заболеваниям (на базе лаборатории генетики микроорганизмов и отдела молекулярной микробиологии НИИЭМ РАМН).
27 апреля 1984 года избран членом-корреспондентом АМН СССР, 30 января 1993 года — избран академиком РАМН. В сентябре 2013 года стал академиком РАН (в рамках присоединения РАМН и РАСХН к РАН).
Скончался 16 марта 2023 года в Санкт-Петербурге на 94-м году жизни.

## Научная деятельность
В результате его исследований установлено весьма широкое распространение лизогении, полноценной и дефектной, среди стрептококков группы А, взаимосвязь между этим признаком и способностью микробов продуцировать эритрогенный токсин и бактериоцины, а также широкое участие фагов в генетическом обмене, в том числе и факторами патогенности.
Вместе со своими сотрудниками и учениками А. А. Тотолян впервые описал два класса плазмид: первый представлен криптическими плазмидами низкой молекулярной массы, а второй — плазмидами MLS лекарственной устойчивости с уникальными по протяжённости (от 40 до 80 % контурной длины) инвертированными повторами. Показал их роль в экспрессии ряда признаков вирулентности, в восстановлении Rec-фенотипа. На их основе созданы одно- и двурепликонные векторы для внутри- и межвидового, а также межродового обмена. На основе этих и литературных данных выдвинута гипотеза о ведущей роли внехромосомных и трансмиссивных генетических элементов (профаги, плазмиды, транспозоны, инвертированные последовательности) в формировании вирулентного фенотипа стрептококков.
Участвовал в работах по физическому картированию и секвенированию генома стрептококка, по итогам которых построена первая генетическая карта стрептококка типа M1 и сопоставлены геномы разных типов стрептококка группы А. Обнаружена выраженная консервативность в организации их структуры при высокой степени геномного полиморфизма преимущественно за счёт числа и типа ДНК-вставок в геном. Это оказалось справедливым для геномов стрептококков других серогрупп, преимущественно стрептококков группы В, на примере которых разрабатывается комплекс молекулярно-генетических подходов: секвенирование, PCR разных видов, анализ длин и подвижности рестрикционных фрагментов, гибридизационный анализ, риботипирование.
А. А. Тотоляном дана полная характеристика наиболее значительного участка генома стрептококка группы А — «острова вирулентности», включающего гены нескольких белков, участвующих в патогенности за счёт взаимодействия с фибриногеном, комплементом и иммуноглобулинами. Обоснованы представления о различиях в структуре «островов вирулентности» стрептококков разных экотипов, обладающих или нет фибронектин-связывающей и липопротеиназной активностями. Охарактеризованы гены, кодирующие указанные виды активности.
А. А. Тотолян выявил, что ряд признаков патогенности может дублироваться разными генами, участие которых, по-видимому, необходимо микробу для гарантированной реализации того или иного фенотипа в системе «паразит-хозяин». Сконструировал векторные системы, способные инактивировать функцию конкретного гена за счёт инсерционного мутагенеза при трансформации стрептококка. Такой подход позволил выявить роль того или иного гена и его фрагментов в патогенности стрептококков групп A и B. Таким образом изучены гены, кодирующие С5а-пептидазу (блокирование фагоцитоза), глутамин-синтетазу (синтез пептидогликана микроба), фактор агрегации (участие в адгезии микроба) и 3-антиген вирулентности. Одновременно это позволило получить и охарактеризовать ряд рекомбинантных полипептидов и приступить к созданию экспериментальных полипептидных вакцин против стрептококков.
Выдвинута и обоснована концепция о ведущей роли поверхностных белков стрептококка в многообразии нозологических форм заболеваний, поскольку именно ими определяются начальные фазы агрессивности микроба: избирательная адгезивность, колонизация тканей, инвазивность, формирование микробного очага. Наиболее значительные результаты этих модельных исследований касаются генетических доказательств инициирующей роли поверхностных иммуноглобулиновых Fc рецепторов из семейства М-подобных белков в генезе иммунопатологических процессов стрептококковой этиологии (гломерулонефрит и ревматическая болезнь сердца), описаны условия и этапы их формирования: деструктивно-дегенеративным изменениям в органах и тканях предшествуют синтез больших количеств анти-IgG, де-позиция IgG и комплемента, и индукция ряда провоспалительных цитокинов.
В модельных опытах на мышах выявлены механизмы смешанных вирус-бактериальных инфекций, природа которых состоит во встраивании вирусного гемагглютинина (за счёт вирус-специфического синтеза в инфицированных клетках) и тем самым в резком увеличении уровня адгезии стрептококка к инфицированным клеткам.
При изучении генетики стрептококков С и G, продуцентов семейства белков G, разработаны подходы их генетической дискриминации и показано существование трёх типов природных белков G, различающихся по аффинности в отношении IgG и сывороточного альбумина человека, созданы препараты рекомбинантных рецепторных белков в качестве биотехнологических диагностических реагентов и разработаны подходы их аффинной хроматографии на основе высокоёмких монолитных сорбентов. На этой модели показана возможность изучения комплементарных лиганд-рецепторных многоцентровых взаимодействий белковых молекул.
Автор более 300 публикаций, из них около 100 в иностранных журналах и трудах.
Под его руководством защищено 5 докторских и 22 кандидатских диссертаций.

### Научно-организационная деятельность
- Почётный член Микробиологического общества Чехии и Словакии (1995);
- эксперт ВОЗ по стрептококкам и стрептококковым заболеваниям (1984), член президиума правления Общества микробиологов и эпидемиологов РФ (1986);
- председатель и заместитель председателя Санкт-Петербургского отделения Общества микробиологов и эпидемиологов (1988—1999);
- организатор XII (Санкт-Петербург, 1993) и президент XIII (Париж, 1996) Международных симпозиумов по стрептококкам и стрептококковым заболеваниям;
- член редколлегии журналов «Folia Veterinaria» (с 2000 года), «Журнал микробиологии, эпидемиологии и иммунобиологии» (с 1983 года), «Молекулярная генетика, микробиология, вирусология» (1986—1995).

Наиболее важные публикации:
- «Стрептококковая инфекция» (1978)
- «Inverted repeates on plasmids determining resistance to MLS antibiotics in group A streptococci» (1979)
- «Adherence of GAS to epithelial cells in tissue culture» (1980)
- «Новый класс криптических плазмид стрептококка группы А и их использование в качестве векторных репликонов» (1983)
- «The genetic control of virulence in group A streptococci» (1984)
- «Anti-IgG-allotypic specificities of spontaneously occuring anti-IgG» (1985)
- «Стрептококковая патология — актуальная проблема современного здравоохранения» (1990)
- «Руководство по эпидемиологии инфекционных болезней» (1993)
- «M-like, Immunoglobulin-Binding Protein of Streptococcus pyogenes Type M-15» (1994)
- «Triggering of renal tissue damage in the rabbit by IgGFc-receptor positive group A streptococci» (1998)
- «Streptococcal opacity factor: A family of bifunctional proteins with lipoproteinase and fibronectin-binding activities» (2000)
- «Критический анализ предполагаемых механизмов патогенеза постстрептококкового гломерулонефрита» (2001)
- «Изучение генетических основ патогенности стрептококков групп А и В» (2001)

## Награды
- Орден «За заслуги перед Отечеством» IV степени (2010)[3]
- Орден Дружбы (2004)[4]
- Орден «Знак Почёта» (1971)
- Заслуженный деятель науки Российской Федерации (1999)[5]
- диплом и серебряная медаль Российской академии естественных наук (1998)
- диплом Центра наук о здоровье Университета Оклахомы (США, 2002)

## Семья[6]
- Мать — репрессирована, провела много лет в заключении в АЛЖИРе.
- Жена — внучка классика армянской поэзии Ованеса Туманяна.
- Дочь — Тотолян Анаит Артемевна (род. 1954)
- Сын — Арег Артёмович Тотолян (род. 1958), российский учёный-медик, иммунолог, академик РАН (2016, член-корреспондент РАМН с 2011).